# لیپسوی
لیپسوی (به لاتین: Leipsoi) یک جزیره و شهرداری در یونان است که در Leipsoi Municipality واقع شده‌است.